# Пастушок (рід)
Пастушок (Rallus) — рід журавлеподібних птахів родини пастушкових (Rallidae). Більшість представників цього роду мешкають в Америці, а чотири види, що мешкають в Євразії, Африці і на Мадагаскарі тісно пов'язані між собою та, ймовірно, походять від одного предка, що мешкав в Америці. В Україні мешкає один вид — пастушок водяний (Rallus aquaticus).

## Опис
Пастушки — середнього розміру птахи з тонкими, довгими дзьобами і тонкими ногами. Їх середня довжина становить 20-48 см, самці важать 64-490 г, самиці 67-400 г. Сплюснуті з боків тіла пастушків є пристосованими до життя в очеретяних заростях і на болотах та допомагають пересуватися в густих заростях. Голова невелика, вимдовжена, шия довга і тонка, крила широкі і дуже короткі, хвіст короткий, округлий, стернових пер дванадцять.

## Види
Виділяють чотирнадцять видів:. 
- Пастушок каліфорнійський (Rallus obsoletus)[7][8]
- Пастушок узбережний (Rallus crepitans)[9][8]
- Пастушок тонкодзьобий (Rallus tenuirostris)[10][8]
- Пастушок-тріскунець (Rallus longirostris)
- Пастушок королівський (Rallus elegans)
- Пастушок прибережний (Rallus wetmorei)
- Пастушок віргінський (Rallus limicola)
- Пастушок андійський (Rallus semiplumbeus)
- Пастушок еквадорський (Rallus aequatorialis)[11]
- Пастушок патагонський (Rallus antarcticus)
- Пастушок водяний (Rallus aquaticus)
- Пастушок східний (Rallus indicus)[12][13]
- Пастушок африканський (Rallus caerulescens)
- Пастушок мадагаскарський (Rallus madagascariensis)

Відома також низка викопних видів пастушків:
- Rallus adolfocaesaris (пізній плейстоцен-голоцен, Мадейра)
- Rallus auffenbergi (середний плейстоцен, південний схід Північної Америки)
- Rallus carvaoensis (пізній плейстоцен-голоцен, острів Сан-Мігел, Азорські острови)
- Rallus cyanocavi (пізній плейстоцен, Багамські острови)
- Rallus eivissensis, (пізній плейстоцен-голоцен, Балеарські острови)
- Rallus ibycus (пізній плейстоцен, Бермудські острови)
- Rallus lacustris (пізній пліоцен, центр Північної Америки)
- Rallus lowei (пізній плейстоцен-голоцен, Мадейра)
- Rallus minutus (пізній плейстоцен-голоцен, острів Сан-Жорже, Азорські острови)
- Rallus montivagorum (пізній плейстоцен-голоцен, острів Піку, Азорські острови)
- Rallus natator (плейстоцен, Мексика)
- Rallus phillipsi (пізній пліоцен, США)
- Rallus prenticei (пізній пліоцен, центр Північної Америки)
- Rallus recessus (пізній плейстоце, Бермудські острови)